# アヴィアスタル-TU

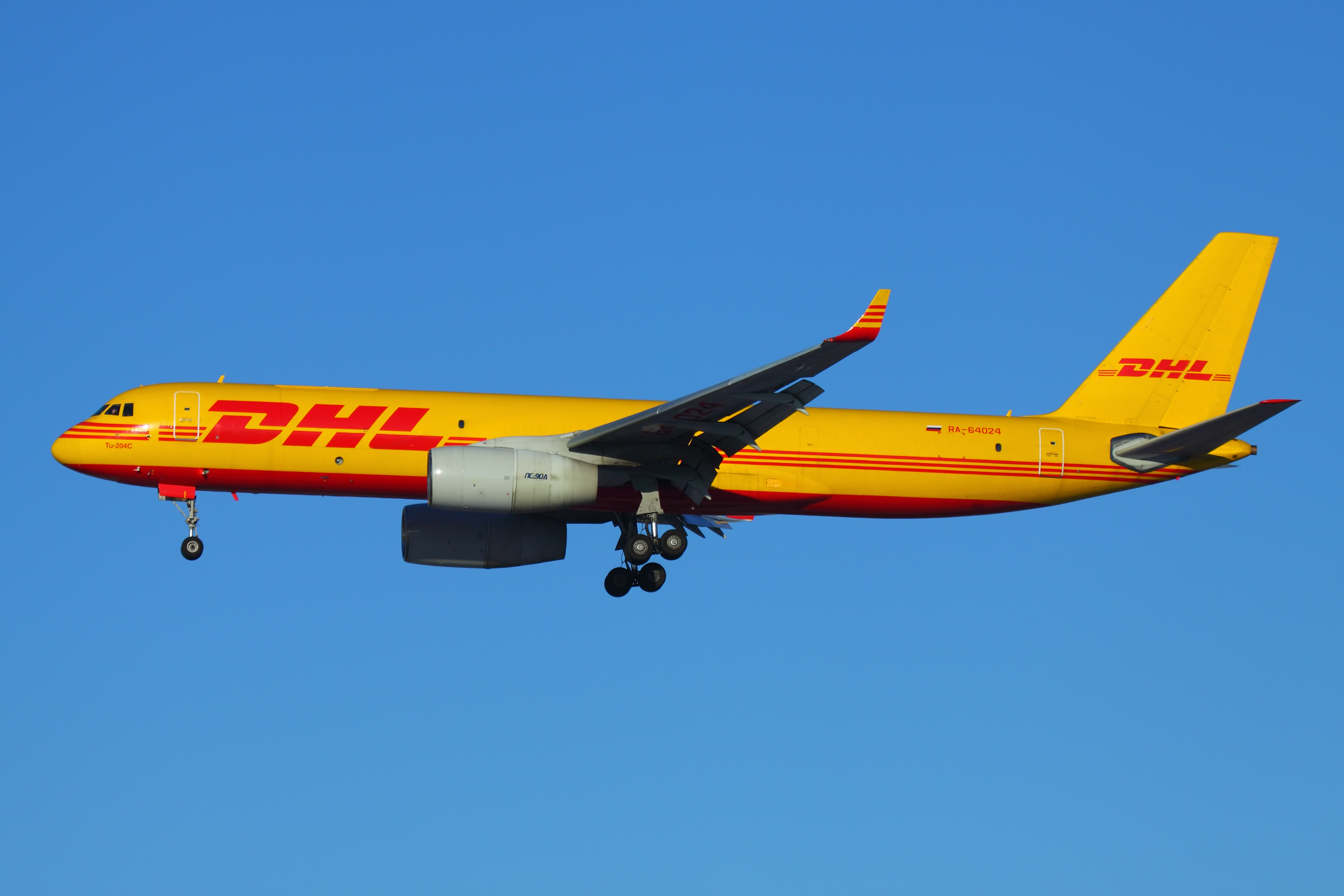
アヴィアスタル-TUが保有するDHL塗装のツポレフTu-204c。

アヴィアスタル-TU (ロシア語: Авиастар-ТУ) は、主にロシアのラメンスコエ空港から運航している貨物チャーター便専門の航空会社で、本社はモスクワ州ジュコーフスキーにある。 

## 機材

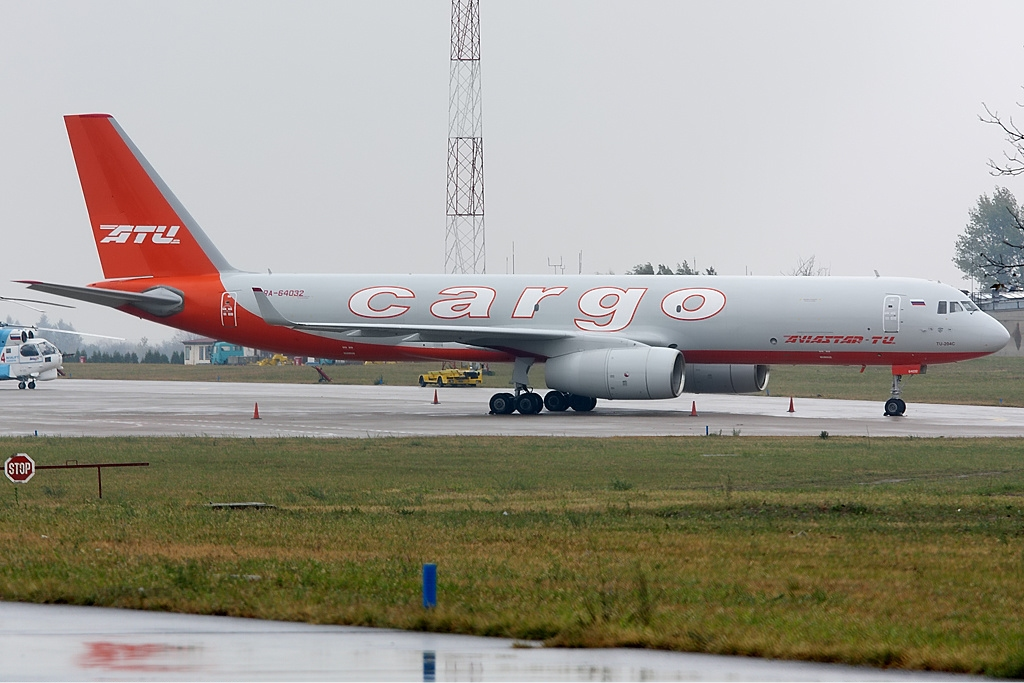
アヴィアスタル-TUが保有するツポレフ Tu-204-100C

アヴィアスタル-TUはボーイング757 5機、ツポレフTu-204-100 4機を保有している。 
RA-64024はDHL塗装、RA-64051とRA-64052はロシア郵便塗装になっている。また、RA-64032とVQ-BGGはツァイニャオ塗装である。
アヴィアスタル-TUは、航空機メーカのアヴィアスタル-SPと歴史的な繋がりが深い。

## 事故およびインシデント
- 2010年3月22日、 アヴィアスタル-TU 1906便のツポレフ Tu-204 (登録番号：RA-64011) がモスクワ・ドモジェドヴォ国際空港へのアプローチ中に、滑走路の約1,000メートル手前で接地した。火災は起きなかったが、乗組員8人全員が重傷を負い、うち2人は危険な状態であった。また、機体は片翼が脱落するなど大きく損傷した[5]。ロシアの航空安全当局である国家間航空委員会 (MAK) は、事故直後からアヴィアスタル-TUの運航管理状況の確認が終わるまでの間、同社の運航を差し止めた[5][6]。 2010年9月、MAKは事故調査最終報告を公表した[7][8]。これによると、事故原因は操縦士の操縦ミスによるものであったが、操縦士訓練やコックピット内での役割分担の不適切さ、自動飛行システムの欠陥およびアヴィアスタル-TUによる規則違反など、事故に至る多数の要因が挙げられた。

- 2022年1月8日、中国・杭州蕭山国際空港からロシア・トルマチョーヴォ空港へのフライトであったアヴィアスタル-TU 6534便のツポレフ Tu-204 (登録番号：RA-64032) が、杭州出発時プッシュバックを開始した直後に機内から出火。乗員8人は全員脱出したものの、機体は全損した。1月9日時点で原因は調査中である[9]。